# Crni Lug (Istok)
Pour les articles homonymes, voir Crni Lug.
Carrallukë en albanais et Crni Lug en serbe latin (en serbe cyrillique : Црни Луг) est une localité du Kosovo située dans la commune/municipalité d'Istog/Istok et dans le district de Pejë/Peć. Selon le recensement kosovar de 2011, elle compte 581 habitants.

## Histoire
Dans le village se trouve un vieux cimetière qui remonte aux XVIe et XVIIIe siècles ; mentionné par l'Académie serbe des sciences et des arts, il est inscrit sur la liste des monuments culturels du Kosovo ; dans le cimetière, un chêne centenaire est lui aussi classé.

## Démographie

### Évolution historique de la population dans la localité
| 1948 | 1953 | 1961 | 1971 | 1981 | 1991 | 2011 |
| ---- | ---- | ---- | ---- | ---- | ---- | ---- |
| 178  | 262  | 394  | 561  | 819  | 930  | 581  |

|  |

### Répartition de la population par nationalités (2011)
En 2011, les Albanais représentaient 71,43 % de la population et les Égyptiens 23,92 %.